# Посуда за јаје
Посуда за јаје је део посуђа, у који се по потреби смешта кувано јаје и на коме се затим приликом обеда, лаганим покретима руке врши разбијање и уклањање љуске са јајета. Најчешће се израђују у белој боји од порцелана, керамике или дрвета.

## Украсна посуда за јаје
Украсна посуда за јаје је у различитим облицима и бојама. Најчешће се користи приликом васкрсних празника.